# Malakka (Bundesstaat)
Malakka (malaiisch: Melaka; Jawi: ملاک, Aussprache: [məˈlaka]) ist der drittkleinste Bundesstaat Malaysias. Die Einwohnerzahl beträgt 998.428 (Stand: 2020). Die Hauptstadt Malakkas ist die gleichnamige Großstadt Malakka.

## Lage und Geografie

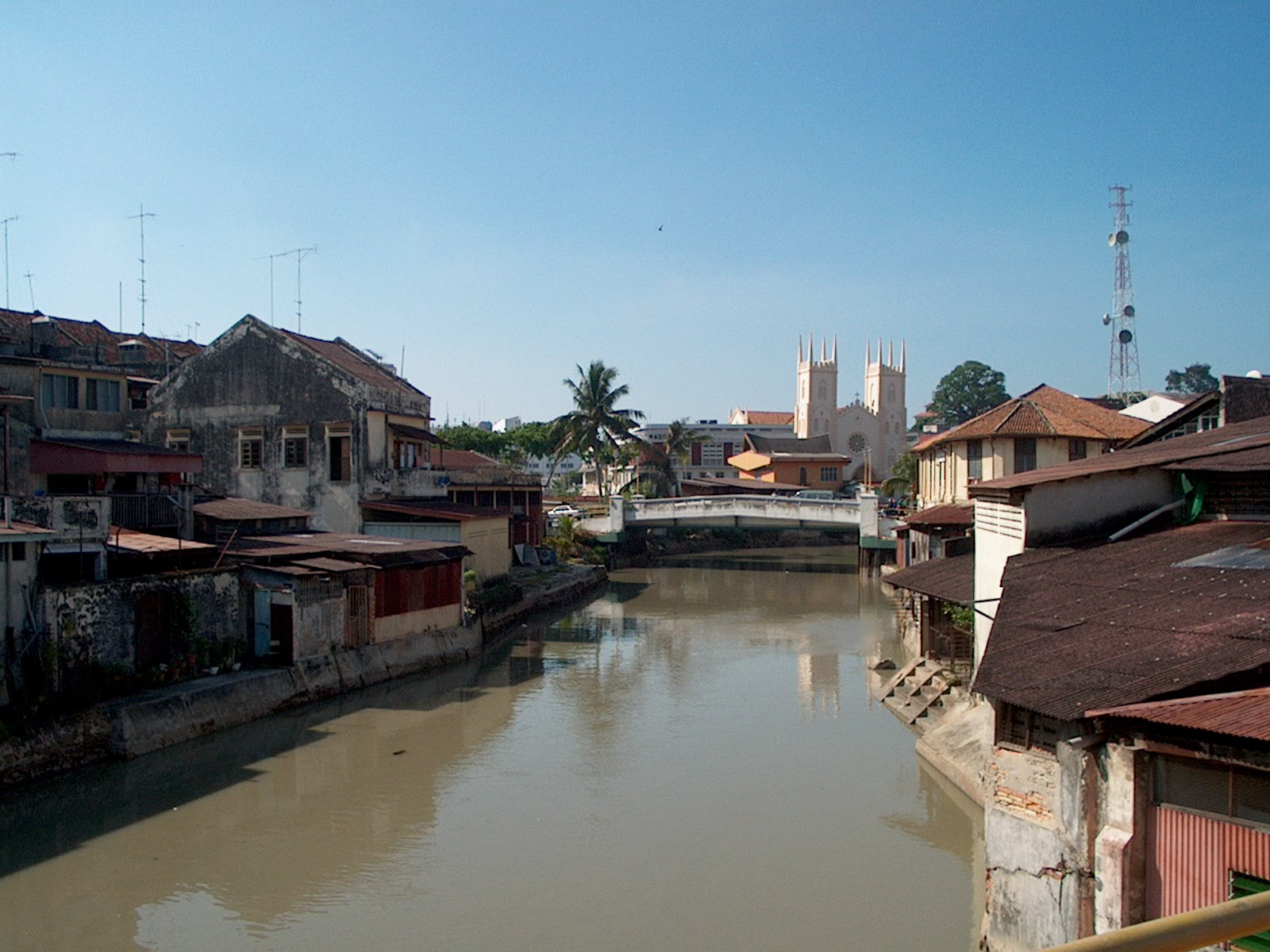
Kanäle in der Stadt Malakka

Der Bundesstaat Malakka nimmt etwa 1,3 % der Gesamtfläche Malaysias ein.
Er befindet sich an der südwestlichen Küste der Malaiischen Halbinsel an der Straße von Malakka, rund 150 km südöstlich Malaysias Hauptstadt Kuala Lumpur und in etwa auf halbem Wege zwischen Kuala Lumpur und dem Stadtstaat Singapur.
Im Norden grenzt Malakka an den malaysischen Bundesstaat Negeri Sembilan und im Osten an Johor.
Zum Bundesstaat gehört ebenfalls die der Küste vorgelagerte Insel Pulau Besar, die rund zehn Kilometer südöstlich der Hauptstadt Malakka und etwa vier Kilometer vom Festland entfernt liegt.

## Verwaltungsgliederung
Verwaltungstechnisch ist Malakka in drei Distrikte unterteilt. Die Hauptstadt Malakka liegt im Distrikt Melaka Tengah.
| Distrikt      | Fläche (2011) | Einwohner (2010) | Einwohner (2020) |
| ------------- | ------------- | ---------------- | ---------------- |
| Alor Gajah    | 674 km²       | 182.666          | 249.356          |
| Jasin         | 679 km²       | 135.317          | 151.937          |
| Melaka Tengah | 299 km²       | 503.127          | 597.135          |
| Gesamt        | 1.652 km²     | 821.110          | 998.428          |